# Diospyros pseudomespilus
Diospyros pseudomespilus là một loài thực vật có hoa trong họ Thị. Loài này được Mildbr. mô tả khoa học đầu tiên năm 1926.